# Розпливання
Розпливання (рос. расплывание кристаллов, англ. deliquescence) — властивість твердої (звичайно кристалічної) речовини вбирати воду з повітря, розчиняючись (розпливаючись) у поглинутій воді з утворенням концентрованого розчину (пр., кристали лугів на повітрі розтікаються).